# 三善村
三善村（みよしむら）は、愛媛県喜多郡にあった村。現在の大洲市中心部の北方、予讃線・春賀駅の周辺にあたる。

## 地理
- 山岳：感応寺山
- 河川：肱川、和田川

## 歴史
- 1889年（明治22年）12月15日 - 町村制の施行により、春賀村・多田村・東宇山村の区域をもって発足。
- 1954年（昭和29年）9月1日 - 大洲町・平野村・南久米村・菅田村・大川村・柳沢村・新谷村・粟津村・上須戒村と合併して大洲市が発足。同日三善村廃止。

## 交通

### 鉄道路線
日本国有鉄道の予讃本線（現・予讃線）が通過したが、駅は所在しなかった。現在は旧村域に春賀駅が所在するが、当時は未開業（1934年まで前身の愛媛鉄道の同名駅が所在）。